# Pionites xanthurus
Pionites xanthurus, "gulstjärtad vitbukspapegoja", är en fågelart i familjen västpapegojor inom ordningen papegojfåglar.

## Utbredning och systematik
Fågeln förekommer i Brasilien söder om Amazonfloden från Río Purús och Río Juruá till Río Madeiras utlopp. Nyligen har den även påträffats i Colombia norr om Amazonfloden längst i sydost.
Den betraktas oftast som underart till rosthuvad vitbukspapegoja (Pionites leucogaster), men urskiljs sedan 2014 som egen art av Birdlife International, IUCN och Handbook of Birds of the World.

## Status
Den kategoriseras av IUCN som livskraftig.